# 1972-es UEFA-szuperkupa
Az 1972-es UEFA-szuperkupa az európai szuperkupa első kiírása volt, azonban az UEFA nem ismeri el hivatalosan. Az 1971–1972-es bajnokcsapatok Európa-kupája-győztes AFC Ajax és az 1971–1972-es kupagyőztesek Európa-kupája-győztes Rangers FC játszott két mérkőzést, melyeket 1973. január 16-án és január 24-én játszottak.
Az első európai szuperkupát az AFC Ajax nyerte.

## Mérkőzések

### Első mérkőzés
| 1973. január 16. |

| Rangers       | 1–3   | Ajax                         |
| ------------- | ----- | ---------------------------- |
| MacDonald 41' | (1–2) | Rep 34' Cruijff 45' Haan 76' |

| Ibrox Stadium, Glasgow Nézőszám: 58 000 |

| Rangers FC | AFC Ajax |

| RANGERS FC:  |    |                  |  |    |
|              |    |                  |  |    |
| GK           | 1  | Peter McCloy     |  |    |
| RB           | 2  | Sandy Jardine    |  |    |
| CB           | 4  | John Greig       |  |    |
| CB           | 5  | Derek Johnstone  |  | 2' |
| CB           | 6  | Dave Smith       |  |    |
| LB           | 3  | Willie Mathieson |  |    |
| RM           | 7  | Alfie Conn       |  | 1' |
| CM           | 10 | MacDonald        |  |    |
| CM           | 8  | Tom Forsyth      |  |    |
| LM           | 11 | Quinton Young    |  |    |
| CF           | 9  | Derek Parlane    |  |    |
| Cserék:      |    |                  |  |    |
| MF           | 12 | Tommy McLean     |  | 1' |
| MF           | 14 | Graham Fyfe      |  | 2' |
| Edző:        |    |                  |  |    |
| Jock Wallace |    |                  |  |    |

| AJAX:         |   |                   |
|               |   |                   |
|               |   |                   |
| GK            | 1 | Heinz Stuy        |
| RB            | ' | Wim Suurbier      |
| CM            | ' | Horst Blankenburg |
| CB            | ' | Barry Hulshoff    |
| LB            | ' | Ruud Krol         |
| DM            | ' | Arie Haan         |
| CM            | ' | Gerrie Mühren     |
| CM            | ' | Arnold Mühren     |
| RF            | ' | Johnny Rep        |
| CF            | ' | Johan Cruijff     |
| LF            | ' | Piet Keizer       |
| Edző:         |   |                   |
| Kovács István |   |                   |

### Második mérkőzés
| 1973. január 24. |

| Ajax                                       | 3–2   | Rangers                |
| ------------------------------------------ | ----- | ---------------------- |
| Haan 12' Mühren 37' (11-esből) Cruijff 79' | (2–2) | MacDonald 2' Young 35' |

| Olimpiai Stadion, Amszterdam Nézőszám: 43 000 |

| AJAX:         |   |                   |
|               |   |                   |
|               |   |                   |
| GK            | 1 | Heinz Stuy        |
| RB            | ' | Wim Suurbier      |
| CM            | ' | Horst Blankenburg |
| CB            | ' | Barry Hulshoff    |
| LB            | ' | Ruud Krol         |
| DM            | ' | Arie Haan         |
| CM            | ' | Gerrie Mühren     |
| CM            | ' | Johan Neeskens    |
| RF            | ' | Sjaak Swart       |
| CF            | ' | Johan Cruijff     |
| LF            | ' | Piet Keizer       |
| Edző:         |   |                   |
| Kovács István |   |                   |

| RANGERS:     |    |                  |
|              |    |                  |
| GK           | 1  | Peter McCloy     |
| RB           | 2  | Sandy Jardine    |
| CB           | 4  | John Greig       |
| CB           | 5  | Derek Johnstone  |
| CB           | 6  | Dave Smith       |
| LB           | 3  | Willie Mathieson |
| RM           | 7  | Tommy McLean     |
| CM           | 10 | MacDonald        |
| CM           | 8  | Tom Forsyth      |
| LM           | 11 | Quinton Young    |
| CF           | 9  | Derek Parlane    |
| Edző:        |    |                  |
| Jock Wallace |    |                  |

A szuperkupát az AFC Ajax nyerte 6–3-as összesítéssel.
| Az 1972-es UEFA-szuperkupa győztese |
| ----------------------------------- |
| AFC Ajax 1. cím                     |

## Lásd még
- 1971–1972-es bajnokcsapatok Európa-kupája
- 1971–1972-es kupagyőztesek Európa-kupája